# 주천초등학교 (강원)
주천초등학교는 대한민국 강원특별자치도 영월군 주천면 주천리에 있는 공립 초등학교이다.

## 학교 연혁
- 1919년 11월 1일 주천공립보통학교 개교
- 1938년 4월 1일 주천공립심상소학교로 명칭 변경
- 1941년 4월 1일 주천공립국민학교로 명칭 변경
- 1996년 3월 1일 주천초등학교로 명칭 변경
- 1999년 3월 1일 판운초등학교 통폐합
- 2000년 3월 1일 금룡초등학교, 도천초등학교 통폐합
- 2007년 3월 1일 금마초등학교 통폐합
- 2019년 3월 1일 제36대 신동훈 교장 취임
- 2019년 11월 1일 개교 100주년 기념 행사
- 2019년 12월 31일 제99회 졸업식 거행(총 7,580명)
- 2020년 3월 1일 초등7학급(특수1), 유치원 3학급 편성,운영
- 2021년 1월 6일 제100회 졸업(7,593명)
- 2021년 3월 1일 초등7학급(특수 1), 유치원 2학급 편성(1학급 감축)

## 참고 자료
- 주천초등학교 - 한국교육학술정보원 학교알리미